# كأس روستيليكوم 2020
كأس روستيليكوم 2020 (الروسية: Кубок Ростелекома 2020) هو الحدث الخامس في سباق الجائزة الكبرى للتزلج على الجليد 2020-21 برعاية الاتحاد الدولي للتزلج، وهي سلسلة منافسة دعوة دولية رفيعة المستوى. أقيمت في قصر ميغاسبورت الرياضي في موسكو، روسيا في الفترة من 20 إلى 22 نوفمبر، تم منح الميداليات في تخصصات فردي الرجال، فردي السيدات، التزلج الثنائي، والرقص على الجليد.
بسبب استمرار جائحة كوفيد-19، تم إجراء عدد كبير من التعديلات على هيكل الجائزة الكبرى. يتألف المتنافسون فقط من المتزلجين من البلد الأم ، والمتزلجين الذين يتدربون بالفعل في الدولة المضيفة ، والمتزلجين المعينين لهذا الحدث لأسباب جغرافية، أصبح الحدث مثيرًا للجدل بعد أن أدى انتشار كوفيد-19 الواضح بين الحضور إلى اقتراحات بأنه كان حدثًا واسع الانتشار.

## اللاعبين المؤهلين للمشاركة
أعلن الاتحاد الدولي للتزلج عن التكليفات الأولية في 1 أكتوبر 2020.
| البلد    | رجال | سيدات | أزواج | الرقص على الجليد |
| -------- | --- | --- | --- | --- |
| أرمينيا  | | أناستازيا غالوستيان | | |
| أذربيجان | فلاديمير ليتفينتسيف | يكاترينا ريابوفا | | |
| بيلاروس  | ألكسندر ليبيديف | فيكتوريا سافونوفا | | فيكتوريا سيمينيوك / إليا يوخيموك |
| إستونيا  | | إيفا لوتا كيبوس | | |
| جورجيا   | موريسي كفيتيلاشفيلي | ألينا أوروشادزيه | | |
| المجر    | | | إيوليا تشتشيتينينا / مارك ماجيار | آنا يانوفسكايا / آدم لوكاش |
| ليتوانيا | | | | أليسون ريد / سوليوس أمبروليفيتشيوس |
| روسيا    | دميتري علييف بيتر غومينيك ماكار إغناتوف ميخائيل كوليادا أرتيم كوفاليف أندريه موزاليف رومان سافوسين يفغيني سيمينينكو ايليا يابلوكوف | أناستاسيا غولياكوفا ألينا كوستورنايا إليزافيتا نوغومانوفا صوفيا سامودوروفا آنا شيرباكوفا ألكسندرا تروسوفا إليزافيتا توكتاميشيفا | كسينيا أخانتيفا / فاليري كوليسوف يوليا أرتميفا / ميخائيل نازاريتشيف ألكسندرا بويكوفا / ديمتري كوزلوفسكي ياسمينا قاديروفا / إيفان بالتشينكو أناستاسيا ميشينا / الكسندر غالياموف أبوليناريا بانفيلوفا / ديمتري رايلوف | إليزافيتا خودايبرديفا / إيغور بازين إيكاترينا ميرونوفا / يفغيني أوستنكو أنابيل موروزوف / أندريه باغين أناستازيا سكوبتسوفا / كيريل أليشين فيكتوريا سينيتسينا / نيكيتا كاتسالابوف تيفاني زاهورسكي / جوناثان غيريرو |
| أوكرانيا | | | | أولكسندرا نزاروفا / مكسيم نيكيتين |

## التغييرات في المهام الأولية
| فئة             | انسحاب    | انسحاب                              | إضافة     | إضافة                                | ملاحظات                       | المرجع        |
| فئة             | تاريخ     | متزلج                               | تاريخ     | متزلج/(ون)                           | ملاحظات                       | المرجع        |
| --------------- | --------- | ----------------------------------- | --------- | ------------------------------------ | ----------------------------- | ------------- |
| رجال            | No        | No                                  | 9 أكتوبر  | ألكسندر ليبيديف                      |                               | [ 8 ]         |
| سيدات           | No        | No                                  | 9 أكتوبر  | أناستازيا غالوستيان                  |                               | [ 9 ]         |
| أزواج           | No        | No                                  | 9 أكتوبر  | يوليا أرتيميفا / ميخائيل نازاريتشوف  |                               | [ 10 ]        |
| أزواج           | 9 أكتوبر  | آنا فيرنيكوف / إيفجيني كراسنوبولسكي | 9 أكتوبر  | كسينيا أخانتيفا / فاليري كوليسوف     |                               | [ 10 ]        |
| رجال            | 16 أكتوبر | ايراكلي ميسورادزي                   | 12 نوفمبر | أرتيم كوفاليف                        |                               | [ 11 ]        |
| رقصة على الجليد | 16 أكتوبر | ماريا كازاكوفا / جورجي ريفيا        | 28 أكتوبر | أليسون ريد / سوليوس أمبروليفيتشيوس   |                               | [ 12 ]        |
| سيدات           | No        | No                                  | 28 أكتوبر | إيفا لوتا كييبوس                     |                               | [ 13 ]        |
| رقصة على الجليد | 04 نوفمبر | كسينيا كونكينا / بافل دروزد         | 07 نوفمبر | آنا يانوفسكايا / آدم لوكات           |                               | [ 14 ] [ 15 ] |
| رجال            | 12 نوفمبر | آرتور دانيليان                      | 12 نوفمبر | يفغيني سيمينينكو                     | التعافي من عملية جراحية       | [ 11 ]        |
| أزواج           | 12 نوفمبر | داريا بافليوتشينكو / دينيس خوديكين  | 13 نوفمبر | ياسمينا قديروفا / إيفان بالتشينكو    | عدوى الجهاز التنفسي (خوديكين) | [ 18 ] [ 19 ] |
| سيدات           | 16 نوفمبر | يفغينيا ميدفيديفا                   | 16 نوفمبر | إليزافيتا نوغومانوفا                 | التعافي من الإصابة            | [ 21 ]        |
| رقصة على الجليد | 16 نوفمبر | صوفيا شيفتشينكو / إيغور إريمنكو     | 16 نوفمبر | إيكاترينا ميرونوفا / يفغيني أوستينكو | كوفيد-19                      | [ 23 ]        |
| رقصة على الجليد | 16 نوفمبر | ألكسندرا ستيبانوفا / إيفان بوكين    | 16 نوفمبر | فيكتوريا سيمينجوك / ايليا يوكيموك    | كوفيد-19                      | [ 23 ]        |
| رجال            | 17 نوفمبر | ألكسندر سامارين                     | 17 نوفمبر | إيليا يابلوكوف                       | التعافي من الإصابة            | [ 25 ]        |
| أزواج           | 18 نوفمبر | ألينا بيبيليفا / رومان بليشكوف      | No        | No                                   | كوفيد-19 (مدرب)               | [ 27 ]        |

## النتائج النهائية

### مسابقة فردي الرجال
| المركز | الاسم               | البلد    | مجموع النقاط | SP | SP    | FS | FS     |
| ------ | ------------------- | -------- | ------------ | -- | ----- | -- | ------ |
| 1      | ميخائيل كوليادا     | روسيا    | 281.89       | 3  | 93.34 | 1  | 188.55 |
| 2      | موريسي كفيتيلاشفيلي | جورجيا   | 275.80       | 1  | 99.56 | 4  | 176.24 |
| 3      | بيتر غومينيك        | روسيا    | 268.47       | 2  | 96.26 | 6  | 172.21 |
| 4      | أندريه موزاليف      | روسيا    | 266.69       | 6  | 86.01 | 2  | 180.68 |
| 5      | دميتري علييف        | روسيا    | 265.11       | 5  | 89.62 | 5  | 175.49 |
| 6      | يفغيني سيمينينكو    | روسيا    | 260.78       | 7  | 83.42 | 3  | 177.36 |
| 7      | ماكار إغناتوف       | روسيا    | 260.78       | 4  | 91.82 | 7  | 168.96 |
| 8      | رومان سافوسين       | روسيا    | 250.07       | 8  | 82.35 | 8  | 167.72 |
| 9      | ايليا يابلوكوف      | روسيا    | 242.52       | 10 | 79.15 | 9  | 163.37 |
| 10     | فلاديمير ليتفينتسيف | أذربيجان | 239.79       | 9  | 81.55 | 10 | 158.24 |
| 11     | أرتيم كوفاليف       | روسيا    | 212.50       | 11 | 77.67 | 11 | 134.83 |
| 12     | ألكسندر ليبيديف     | بيلاروس  | 182.30       | 12 | 62.88 | 12 | 119.42 |

### مسابقة فردي السيدات
| المركز | الاسم                 | البلد    | مجموع النقاط              | SP                        | SP                        | FS                        | FS                        |
| ------ | --------------------- | -------- | ------------------------- | ------------------------- | ------------------------- | ------------------------- | ------------------------- |
| 1      | إليزافيتا توكتاميشيفا | روسيا    | 223.39                    | 2                         | 74.70                     | 1                         | 148.69                    |
| 2      | ألينا كوستورنايا      | روسيا    | 220.78                    | 1                         | 78.84                     | 2                         | 141.94                    |
| 3      | أناستاسيا غولياكوفا   | روسيا    | 199.03                    | 4                         | 70.07                     | 3                         | 128.96                    |
| 4      | ألكسندرا تروسوفا      | روسيا    | 198.93                    | 3                         | 70.81                     | 4                         | 128.12                    |
| 5      | إليزافيتا نوغومانوفا  | روسيا    | 191.52                    | 5                         | 68.47                     | 6                         | 123.05                    |
| 6      | إيفا لوتا كيبوس       | إستونيا  | 186.00                    | 9                         | 57.88                     | 5                         | 128.12                    |
| 7      | صوفيا سامودوروفا      | روسيا    | 184.81                    | 6                         | 68.01                     | 8                         | 116.80                    |
| 8      | فيكتوريا سافونوفا     | بيلاروس  | 184.57                    | 7                         | 64.25                     | 7                         | 120.32                    |
| 9      | يكاترينا ريابوفا      | أذربيجان | 167.85                    | 8                         | 58.58                     | 9                         | 109.27                    |
| 10     | ألينا أوروشادزيه      | جورجيا   | 150.68                    | 10                        | 55.86                     | 10                        | 94.82                     |
| WD     | أناستازيا غالوستيان   | أرمينيا  | withdrew                  | 11                        | 52.06                     | withdrew from competition | withdrew from competition |
| WD     | آنا شيرباكوفا         | روسيا    | withdrew from competition | withdrew from competition | withdrew from competition | withdrew from competition | withdrew from competition |

### أزواج
| المركز | الاسم                                | البلد | مجموع النقاط | SP | SP    | FS | FS     |
| ------ | ------------------------------------ | ----- | ------------ | -- | ----- | -- | ------ |
| 1      | ألكسندرا بويكوفا / ديمتري كوزلوفسكي  | روسيا | 232.56       | 2  | 78.29 | 1  | 154.27 |
| 2      | أناستاسيا ميشينا / الكسندر غالياموف  | روسيا | 225.80       | 1  | 79.34 | 2  | 146.46 |
| 3      | أبوليناريا بانفيلوفا / ديمتري رايلوف | روسيا | 210.07       | 3  | 73.84 | 3  | 136.23 |
| 4      | ياسمينا قاديروفا / إيفان بالتشينكو   | روسيا | 204.87       | 4  | 70.62 | 4  | 134.05 |
| 5      | يوليا أرتميفا / ميخائيل نازاريتشيف   | روسيا | 200.77       | 5  | 70.11 | 5  | 130.66 |
| 6      | كسينيا أخانتيفا / فاليري كوليسوف     | روسيا | 176.63       | 6  | 67.50 | 6  | 109.13 |
| 7      | إيوليا تشتشيتينينا / مارك ماجيار     | المجر | 163.77       | 7  | 58.60 | 7  | 105.17 |

### رقص على الجليد
| المركز | الاسم                                  | البلد    | مجموع النقاط | RD | RD    | FD | FD     |
| ------ | -------------------------------------- | -------- | ------------ | -- | ----- | -- | ------ |
| 1      | فيكتوريا سينيتسينا / نيكيتا كاتسالابوف | روسيا    | 217.51       | 1  | 91.13 | 1  | 126.38 |
| 2      | تيفاني زاهورسكي / جوناثان غيريرو       | روسيا    | 206.91       | 2  | 84.46 | 2  | 122.45 |
| 3      | أناستازيا سكوبتسوفا / كيريل أليشين     | روسيا    | 199.25       | 3  | 79.75 | 3  | 119.50 |
| 4      | إليزافيتا خودايبرديفا / إيغور بازين    | روسيا    | 193.18       | 5  | 76.10 | 4  | 117.08 |
| 5      | أنابيل موروزوف / أندريه باغين          | روسيا    | 191.00       | 4  | 76.21 | 5  | 114.79 |
| 6      | أولكسندرا نزاروفا / مكسيم نيكيتين      | أوكرانيا | 188.25       | 6  | 74.86 | 6  | 113.39 |
| 7      | أليسون ريد / سوليوس أمبروليفيتشيوس     | ليتوانيا | 182.56       | 7  | 72.43 | 7  | 110.13 |
| 8      | آنا يانوفسكايا / آدم لوكاش             | المجر    | 163.65       | 8  | 61.34 | 8  | 102.31 |
| 9      | إيكاترينا ميرونوفا / يفغيني أوستنكو    | روسيا    | 152.14       | 9  | 56.47 | 9  | 95.67  |
| 10     | فيكتوريا سيمينيوك / إليا يوخيموك       | بيلاروس  | 146.38       | 10 | 56.22 | 10 | 90.16  |